# Liste der Baudenkmale in Glandorf
In der Liste der Baudenkmale in Glandorf sind alle Baudenkmale der niedersächsischen Gemeinde Glandorf aufgelistet. Die Quelle der Baudenkmale ist der Denkmalatlas Niedersachsen. Der Stand der Liste ist der 25. August 2024.

## Allgemein
In den Spalten befinden sich folgende Informationen:
- Lage: die Adresse des Baudenkmales und die geographischen Koordinaten. Kartenansicht, um Koordinaten zu setzen. In der Kartenansicht sind Baudenkmale ohne Koordinaten mit einem roten Marker dargestellt und können in der Karte gesetzt werden. Baudenkmale ohne Bild sind mit einem blauen Marker gekennzeichnet, Baudenkmale mit Bild mit einem grünen Marker.
- Bezeichnung: Bezeichnung des Baudenkmales
- Beschreibung: die Beschreibung des Baudenkmales. Unter § 3 Abs. 2 NDSchG werden Einzeldenkmale und unter § 3 Abs. 3 NDSchG Gruppen baulicher Anlagen und deren Bestandteile ausgewiesen.
- ID: die Objekt-ID des Baudenkmales
- Bild: ein Bild des Baudenkmales, ggf. zusätzlich mit einem Link zu weiteren Fotos des Baudenkmals im Medienarchiv Wikimedia Commons. Wenn man auf das Kamerasymbol klickt, können Fotos zu Baudenkmalen aus dieser Liste hochgeladen werden:

## Einzeldenkmale
| Lage                                                                                      | Bezeichnung                                 | Beschreibung | ID       | Bild           |
| ----------------------------------------------------------------------------------------- | ------------------------------------------- | --- | -------- | -------------- |
| Glandorf 52° 4′ 54″ N, 8° 0′ 8″ O                                                         | Steinkreuz                                  | Steinkreuz aus Kalkstein. H. 1,13 m; Br. 95 cm; D. 23 cm. Bei dem gedrungen wirkenden Kreuz ist der Kreuzkopf auf der rechten Seite leicht abgeschrägt. Kreuzarme und Kreuzkopf sind ca. 3 cm schmaler als der Kreuzschaft. Sehr gut erhalten. | 28956938 |                |
| Averfehrden 52° 5′ 9″ N, 7° 59′ 45″ O                                                     | Steinkreuz                                  | Steinkreuz aus Sandstein. H. 1,07 m; Br. 69 cm; D. 21 cm. Im Kreuzungsfeld befindet sich ein eingerilltes Kreuz, das 35,5 × 32 cm groß ist, seine Balkenbreite 6,5 cm, sehr gut erhalten. | 28956941 | BW             |
| Schwege, Rüschkenkamp 2 52° 4′ 30″ N, 7° 54′ 38″ O                                        | Speicher                                    | Im Nordwesten der Hofanlage gelegener Speicher mit Backhaus, zweigeschossiger Wandständerbau, Fachwerk mit Ziegelausmauerung, in der Westhälfte halb eingetiefter Keller in Bruchsteinbauweise, Halbwalmdach, erbaut 1845 (i). | 34187497 | BW             |
| Schwege, Hauptstraße 5 52° 4′ 13″ N, 7° 56′ 13″ O                                         | Hof Schwegmann, Wohn-/Wirtschaftsgebäude    | Inmitten der Hofanlage gelegenes Wohn-/Wirtschaftsgebäude, Hallenhaus als stattlicher Vierständerbau unter Halbwalmdach, kleiner Dachreiter mit Glocke, errichtet 1844 (i). Am Wirtschaftsgiebel ein Fachwerkanbau. | 34187515 | BW             |
| Schwege, Oedingberge 5 52° 3′ 11″ N, 7° 56′ 26″ O                                         | Wegekapelle                                 | Isoliert in der Landschaft gelegene Wegekapelle, kleiner neogotischer Ziegelbau mit spitzbogiger Öffnung, in der Nische Altar mit Herz-Jesu-Figur, erbaut 1920. Wohl nach 1990 Wandflächen außen verputzt, spitzbogige Öffnung mit neuen Klinkern eingefasst. | 34187534 | BW             |
| Schwege, Alter Kirchweg 6 52° 3′ 48″ N, 7° 55′ 5″ O                                       | Hof Schwienheer, Speicher                   | Im Norden der Hofanlage gelegener Speicher, zweigeschossiger Wandständerbau von drei Fach mit eingehälsten Dachbalken, Giebeldreieck auf profilierten Knaggen vorkragend, Satteldach, errichtet in der zweiten Hälfte des 18. Jahrhunderts. | 34187552 | BW             |
| Schwege, Hauptstraße 52 52° 5′ 12″ N, 7° 54′ 28″ O                                        | Hof Große-Nieße, Wohn-/Wirtschaftsgebäude   | Inmitten einer größeren Hofanlagen gelegenes Wohn-/Wirtschaftsgebäude, Hallenhaus als Zweiständerbau mit erhaltenem Innengerüst, Kammerfach links mit Upkammer, rechts mit Flügelanbau, vertikal verbretterte Steilgiebel mit einfacher Knaggenvorkragung, Satteldach, errichtet 1776 (i). | 34187571 | BW             |
| Schwege, Mautweg 9 52° 5′ 31″ N, 7° 54′ 16″ O                                             | Heuerhaus                                   | Im Norden an der Gemarkungsgrenze gelegenes Heuerhaus, Zweiständerbau, Fachwerk mit verputzten Gefachen, vertikal verbretterter Steilgiebel (sog. westfälische Verbretterung), Satteldach, errichtet um 1800. Linke Kübbung etwas verbreitert. | 34187590 | BW             |
| Schwege, Münsterstraße 56 52° 3′ 44″ N, 7° 56′ 48″ O                                      | Hofkreuz                                    | Unmittelbar an der Zufahrt zu einer Hofanlage gelegenes Kreuz, hölzerner Kruzifixus in kleiner umzäunter Anlage, errichtet wohl um 1900. | 34187628 | BW             |
| Schwege, Hauptstraße 1 52° 3′ 57″ N, 7° 56′ 33″ O                                         | Kruzifix                                    | Unmittelbar an der Straße und vor einer Hofanlage gelegenes hölzernes Kruzifix, aufgestellt um 1920. | 34187646 | BW             |
| Schwege, An der Hengelbirke 1 52° 4′ 31″ N, 7° 55′ 5″ O                                   | Heuerhaus                                   | Südlich der Straße gelegenes Heuerhaus, Hallenhaus mit Kammerfach mit Aufsprung, Fachwerk mit verputzten Gefachen, Satteldach, errichtet in der ersten Hälfte des 19. Jahrhunderts. Links kleiner Anbau in Ziegelbauweise, sonst weitgehend ungestört erhalten. | 34187682 | BW             |
| Schwege, Am Schürhagen o.Nr. (bei Nr. 02) 52° 4′ 14″ N, 7° 56′ 56″ O                      | Hofkreuz                                    | Unmittelbar an der Zufahrt zu einer Hofanlage gelegenes Hofkreuz, steinerner Kruzifixus auf kleinem Postament, errichtet um 1930. | 34187701 | BW             |
| Glandorf 52° 4′ 54″ N, 8° 0′ 11″ O                                                        | Steinkreuz                                  | Steinkreuz aus Kalkstein. H. 78 cm; Br. 97 cm; D. 26,5 cm. Der Schaft des Kreuzes ist vermutlich abgebrochen. Die Kreuzarme sind ungleichmäßig breit gearbeitet. | 28956943 |                |
| Sudendorf, Auf der Horst 3 52° 3′ 39″ N, 8° 0′ 30″ O                                      | Hof Upmann, Heuerhaus                       | Isoliert gelegenes Heuerhaus, Hallenhaus als Zweiständerbau mit schmaler Kammerfacherweiterung rechts, Giebel über flach profilierte Knaggen vorkragend, Satteldach, erbaut um 1800. | 34187725 | BW             |
| Sudendorf, Warendorfer Landweg 52° 3′ 24″ N, 7° 58′ 14″ O                                 | Bildstock am „Rasenden Boller“              | Auf Postament stehendes Sandsteinrelief, vorderseitig Pieta, rückseitig Kreuzigung. Laut nachträglicher Inschriftentafel 1754 gefertigt und 1810 hier am Warendorfer Landweg aufgestellt. | 34187743 | BW             |
| Sudendorf, Grottweg 7 52° 4′ 22″ N, 7° 59′ 45″ O                                          | Wegekreuz                                   | In eine modern gestaltete Grünanlage eingebettetes Wegekreuz, steinerner Kruzifixus auf Postament, errichtet um 1920. | 34187761 | BW             |
| Sudendorf, Sudendorfer Straße 2 52° 4′ 26″ N, 8° 0′ 6″ O                                  | Hof Lefken, Bildstock                       | Auf Postament stehender Bildstock mit Kreuzigungsszene, rückseitig beschädigtes und wegen Bewuchs nicht genau einsehbares Relief (evtl. kreuztragender Jesus), errichtet in der zweiten Hälfte des 18. Jahrhunderts. | 34187780 | BW             |
| Sudendorf, Havermanns Weg 6 52° 4′ 10″ N, 8° 0′ 27″ O                                     | Hof Lefken, Heuerhaus                       | Westlich des Weges gelegenes Heuerhaus, Hallenhaus von 1731 (i), Dreiständerbau mit eingehälsten Bundbalken, Innengerüst erhalten, Steilgiebel mit Vorkragung über flach profilierten Knaggen. | 34187798 | BW             |
| Sudendorf, Sudendorfer Straße o.Nr. (gegenüber Nr. 13) 52° 3′ 10″ N, 7° 58′ 43″ O         | Wegekapelle                                 | Kleiner neugotischer Ziegelbau mit hölzernem, von zwei Säulen gestütztem Vordach, im Innern Figurengruppe mit betendem Jesus vor Engel mit Kelch (möglicherweise Ölbergszene), erbaut 1891 (i). | 34187816 | BW             |
| Sudendorf, Sudendorfer Straße 13 52° 3′ 8″ N, 7° 58′ 46″ O                                | Hof Kl. Brockmann, Wohn-/Wirtschaftsgebäude | Inmitten der ehemaligen Hofanlage gelegenes Wohn-/Wirtschaftsgebäude, Hallenhaus, Vierständerbau wohl aus der ersten Hälfte des 19. Jahrhunderts, vertikal verbretterter Wirtschaftsgiebel über flach profilierten Knaggen vorkragend, quergestellter Wohnteil von 1913 als zweigeschossiger Ziegelbau mit Gesimsgliederung, rückwärtige Traufseite mit Fachwerk-Zwerchgiebel und zweigeschossigem Verandavorbau. | 34187834 | BW             |
| Sudendorf, Sudendorfer Straße 15 52° 3′ 6″ N, 7° 58′ 41″ O                                | Hof Kl. Brockmann, Heuerhaus                | Traufständig zur Straße gelegenes Heuerhaus, Vierständerbau wohl aus der ersten Hälfte des 19. Jahrhunderts, mit vertikal verbretterten Steilgiebeln ohne Vorkragung. Innengerüst vielleicht älter entsprechend dem Dielentor von 1767 (i). | 34187852 | BW             |
| Sudendorf, Gut-Bohlen-Weg 2 52° 3′ 20″ N, 7° 59′ 28″ O                                    | Hof Frese, Wohn-/Wirtschaftsgebäude         | Inmitten der ehemaligen Hofanlage gelegenes Wohn-/Wirtschaftsgebäude, Hallenhaus als Vierständerbau, Fachwerk mit Ziegelausmauerung, Steilgiebel mit Gesimsvorkragung, Satteldach, errichtet 1802 (i). Innengerüst erhalten. | 34187871 | BW             |
| Sudendorf, Gut-Bohlen-Weg (bei Nr. 2) 52° 3′ 27″ N, 7° 59′ 32″ O                          | Wegekreuz                                   | Holzkreuz mit steinernem Korpus und Postament, errichtet wohl 1904 (i). Postament mit Inschrift. | 34187889 | BW             |
| Glandorf, Am Timpen (an der Giebelseite des Hauses Am Timpen 1) 52° 4′ 42″ N, 8° 0′ 11″ O | Steinkreuz                                  | Steinkreuz aus Kalkstein. H. 42 cm; Br. 61 cm; D. 22 cm. Der Schaft ist abgebrochen und mit Beton ergänzt. Im Kreuzungsfeld ist ein griechisches Kreuz eingerillt. Das Kreuz ist nach der vorgesetzten Neuverklinkerung des Hauses zur Hälfte in der Hausfassade verschwunden. | 28956944 | BW             |
| Sudendorf, Bullerweg 8 52° 3′ 59″ N, 7° 59′ 38″ O                                         | Wohn-/Wirtschaftsgebäude                    | Nahe einer Wegekreuzung gelegenes Wohn-/Wirtschaftsgebäude, Hallenhaus als Zweiständerbau mit erhaltenem Innengerüst, Kammerfach mit Aufkammer rechts, Satteldach, errichtet 1822 (i). Vertikal verbretterter Wohngiebel über Knaggen vorkragend, Wirtschaftsgiebel um 1900 erneuert. | 34187907 | BW             |
| Sudendorf, Bullerweg 52° 3′ 47″ N, 7° 59′ 52″ O                                           | Wegekapelle                                 | In einer modern gestalteten Anlage gelegene Wegekapelle, kleiner Ziegelbau von 1888 (i) mit rundbogiger Öffnung. In der Nische Marienfigur. | 34187925 | BW             |
| Sudendorf, Bullerweg 2 52° 3′ 48″ N, 7° 59′ 51″ O                                         | Hof Recker, Wohn-/Wirtschaftsgebäude        | An einem Kreuzungspunkt mehrerer Wege gelegenes Wohn-/Wirtschaftsgebäude, Hallenhaus als Vierständerbau mit Ziegelaußenwänden, Wandgliederung durch Ecklisenen und Gesimse, segmentbogige Fensteröffnungen, im Wohnteil mit Verdachung, Satteldach, errichtet 1891 (i). Das Gebäude wurde nach einem Brandschaden saniert. | 34187943 | BW             |
| Sudendorf, Beverstraße (nördlich von Nr. 2) 52° 3′ 59″ N, 8° 0′ 17″ O                     | Wegekapelle                                 | Unter hohem Baumbestand gelegene Wegekapelle, kleiner Ziegelbau mit rundbogig geöffneter Nische, darin segnende Herz-Jesu-Figur, errichtet um 1930. | 34187961 | BW             |
| Sudendorf, Bullerweg 1 52° 3′ 52″ N, 7° 59′ 45″ O                                         | Hofkapelle                                  | In unmittelbarer Nähe zu einer Hofanlage gelegene Kapelle, kleiner Ziegelbau mit spitzbogiger Öffnung, in der Nische Maria mit Kind, errichtet um 1930. | 34187979 | BW             |
| Sudendorf, Vennenberger Heide 2 52° 2′ 35″ N, 7° 57′ 35″ O                                | Herz-Jesu-Klause                            | Unmittelbar an der Hofzufahrt gelegene Kapelle, kleiner Ziegelbau mit "barock" geschwungenem Giebelabschluss, in der rundbogigen Nische Herz-Jesu-Figur, errichtet 1922 von Heinrich und Elisabeth Leuf, Maurerarbeiten von Paul Heithaus und H. Vogt. | 34187997 | BW             |
| Sudendorf, Sudendorfer Straße 17 52° 2′ 42″ N, 7° 59′ 10″ O                               | Gut Bollen                                  | Kleines, eingeschossiges, teils unterkellertes Herrenhaus, verputzter Bruchsteinbau unter Halbwalmdach, Öffnungen teils mit Sandstein-, teils mit Ziegelumrandung, erbaut wohl 18. Jahrhundert. Vereinheitlichender Umbau um 1960. | 34188016 | BW             |
| Westendorf, Münsterstraße 43 52° 4′ 5″ N, 7° 58′ 30″ O                                    | Hof Schulze-Heiling, Speicher               | Inmitten der Hofanlage gelegener Speicher, als eingeschossiger, unterkellerter Bruchsteinbau, Öffnungen mit Sandsteingewänden, Satteldach, erbaut um 1800. | 34188054 | BW             |
| Westendorf, Wiesmanns Weg (nahe Nr. 4) 52° 4′ 27″ N, 7° 59′ 1″ O                          | Wegekreuz                                   | Im Kreuzungsbereich der Münsterstraße und des Wiesmanns Weg gelegenes Wegekreuz, steinerner Kruzifixus auf Postament, errichtet 1920 (i). | 34188073 | BW             |
| Westendorf, Warendorfer Landweg 3 52° 4′ 24″ N, 7° 59′ 11″ O                              | Hof Farwick, Wohn-/Wirtschaftsgebäude       | Inmitten der ehemaligen Hofanlage gelegenes Wohn-/Wirtschaftsgebäude, Hallenhaus als Zweiständerbau, Kammerfach mit Aufkammer links, Wirtschaftsgiebel über Knaggen vorkragend, Satteldach, errichtet 1785 (i). | 34188109 | BW             |
| Westendorf, Wacholderweg (bei Nr. 12) 52° 4′ 31″ N, 7° 57′ 36″ O                          | Kruzifix                                    | In eine kleine, modern gestaltete Anlage eingebettetes Wegekreuz, steinerner Kruzifixus auf Postament, errichtet 1934 (i). Postament allseitig mit Inschriften. | 34188128 | BW             |
| Westendorf, Kölner Weg 20 52° 4′ 45″ N, 7° 59′ 21″ O                                      | Hof Högemann, Heuerhaus                     | Giebelständig zur Straße gelegenes Heuerhaus, Hallenhaus als Zweiständerbau, Kammerfach mit Aufsprung und linksseitiger Aufkammer, Satteldach, errichtet wohl Mitte des 19. Jahrhunderts. | 34188146 | BW             |
| Westendorf, Münsterstraße 42 52° 4′ 34″ N, 7° 59′ 15″ O                                   | Wohn-/Wirtschaftsgebäude                    | Inmitten der kleinen Hofanlage gelegenes Wohn-/Wirtschaftsgebäude, Hallenhaus als Zweiständerbau, Kammerfach mit Aufkammer rechts, vertikal verbretterte Steilgiebel mit Knaggenvorkragung, Satteldach, errichtet in der zweiten Hälfte des 18. Jahrhunderts. | 34188165 | BW             |
| Westendorf, Wacholderweg 2 52° 4′ 30″ N, 7° 58′ 29″ O                                     | Speicher                                    | Inmitten der Hofanlage gelegener Speicher, als eingeschossiger Fachwerkbau mit halb eingetieftem Bruchsteinkeller im Westteil, Satteldach, errichtet wohl in der ersten Hälfte des 19. Jahrhunderts. | 34188183 | BW             |
| Westendorf, Auf der Urlage 1 52° 4′ 36″ N, 7° 59′ 16″ O                                   | Wohn-/Wirtschaftsgebäude                    | Inmitten der kleinen Hofanlage gelegenes Wohn-/Wirtschaftsgebäude, Hallenhaus als Vierständerbau, Kammerfach mit Aufkammer rechts, vertikal verbretterte Steilgiebel mit flacher Knaggenvorkragung, Satteldach, errichtet in der ersten Hälfte des 19. Jahrhunderts. | 34188202 | BW             |
| Glandorf, Münsterstraße 20 52° 4′ 53″ N, 7° 59′ 55″ O                                     | Steinkreuz                                  | Grob behauenes Steinkreuz, bei Straßenbaumaßnahmen an der Kreuzung gefunden und vor dem Haus Münsterstr. 20 aufgestellt, ohne Inschrift. | 34188240 |                |
| Glandorf, An der Kirche 1 52° 4′ 54″ N, 8° 0′ 8″ O                                        | Haus Wibbelsmann                            | In der nördlichen Randbebauung des Kirchhofes gelegen, traufständiger, langgestreckter, zweigeschossiger Bau aus der ersten Hälfte des 19. Jahrhunderts. Giebel und Rückfront in Fachwerk, Kirchhofseite massiv (bzw. massiv ersetzt) und verputzt, Öffnungen mit Sandsteineinfassungen. Einige originale Fenster und Teile der historischen Raumausstattung sind erhalten. | 34188277 | BW             |
| Glandorf, An der Kirche 15 52° 4′ 52″ N, 8° 0′ 9″ O                                       | Kaplanei                                    | Relativ kleiner, verputzter Bruchsteinbau unter Satteldach in der Art eines Vierständerbaus, der Westgiebel mit rundbogigem Dielentor, die linke, platzseitige Fassade als fünfachsiges Wohnhaus mit kleinem, mittigem Eingangsvorbau ausgebildet, die Öffnungen rundbogig, auf der Rückseite rechteckig, jeweils mit Sandsteingewänden, erbaut Mitte 19. Jahrhundert. Zum Wohnhaus gehört die Bruchsteineinfriedung, die sich im Osten entlang des Grundstücks und vom Westgiebel des Wohnhauses aus in zwei parallelen Verläufen erstreckt.                                                                                                   | 34188298 |                |
| Glandorf, An der Kirche 16 52° 4′ 52″ N, 8° 0′ 8″ O                                       | Kirchhofspeicher                            | In der südwestlichen Ecke der Randbebauung des Kirchhofes gelegener ehemaliger Kirchhofspeicher, als hoher, zweieinhalbgeschossiger Fachwerk-Wandständerbau von 1777 (i), im Ursprung wohl um 1650. Ursprünglich mit Dielentor auf der östlichen Traufseite (zwischenzeitlich zugesetzt). Die Westseite war zwischenzeitlich mit Asbest-Zement-Platten verkleidet. | 34188319 |                |
| Schierloh, Schierloher Weg 22 52° 4′ 23″ N, 8° 2′ 35″ O                                   | Hofkapelle                                  | Südlich des Hofes gelegene Hofkapelle, grottenähnlich gestaltete Anlage als regionalem Laerer Piepstein, im Zentrum Nische mit Marienfigur, darunter eine Inschrifttafel, errichtet wohl 1954 von Paul Heithaus aus Sudendorf. | 34187384 | BW             |
| Glandorf, Kolpingstraße 1 c 52° 4′ 53″ N, 8° 0′ 7″ O                                      | Kirchhofspeicher                            | Relativ hoher, einstöckiger Wandständerbau, wohl des 18. Jahrhunderts, von ursprünglich fünf Gebinden mit gekehlten Quer- und Längskopfbändern sowie Knaggenvorkragung (z. T. erhalten). Wohl kurz nach 1826 (Besitzerwechsel) beidseitig in Längsrichtung etwas verlängert, im Südgiebel linksseitiges Einfahrtstor. Im Innern verändert. | 34188340 |                |
| Glandorf, Frankenweg 35 52° 5′ 21″ N, 8° 0′ 13″ O                                         | Hofstelle Jürgens, Wohn-/Wirtschaftsgebäude | Westlich der B51 gelegenes Wohn-/Wirtschaftsgebäude, Hallenhaus als Zweiständerbau, Satteldach, errichtet wohl ursprünglich um 1800. Nachträglich ganz zu Wohnung ausgebaut, Fachwerk überwiegend erneuert. | 34188358 | BW             |
| Glandorf, Schierloher Weg 16 52° 4′ 45″ N, 8° 1′ 26″ O                                    | Hof Hollmann, Kruzifix                      | Direkt an der Hofeinfahrt aufgestelltes Kruzifix, schmal überdachtes Kreuz mit Korpus. | 34188376 |                |
| Glandorf, Schierloher Weg 5 52° 4′ 52″ N, 8° 0′ 28″ O                                     | Wohn-/Wirtschaftsgebäude                    | Zweiflügeliger Bau von 1910 (i), der Wirtschaftsteil als Vierständerbau mit erhaltenem Innengerüst, an Stelle des Kammerfaches großer Wohnteilflügel nach Westen, alle Außenwände in Ziegelbauweise mit Lisenengliederung und segmentbogigen Fenstern, auf der Südseite des Wohnteils breites Zwerchhaus mit geschweiftem und geknicktem Giebel sowie Pilastergliederung von ca. 1930. | 34188394 | BW             |
| Glandorf, Laersche Straße 9 52° 4′ 58″ N, 8° 0′ 24″ O                                     | Hof Schultewerth, Kruzifix                  | Ursprünglich unmittelbar am Wirtschaftshof und vor einem markanten Hofbaum aufgestelltes Kruzifix, schmal überdachtes Kreuz mit Korpus. Das Hofkreuz wurde nachträglich an die Hofzufahrt versetzt. | 34188413 | BW             |
| Glandorf, Mersch 5 52° 4′ 56″ N, 8° 0′ 32″ O                                              | Wohn-/Wirtschaftsgebäude                    | Östlich des Weges gelegenes Wohn-/Wirtschaftsgebäude, als Hallenhaus von 1851 (i). Dreiständerbau, Satteldach, Kammerfach mit Aufsprung. Innengerüst weitgehend erhalten. | 34188488 |                |
| Schwege, Hauptstraße 12 52° 4′ 32″ N, 7° 56′ 1″ O                                         | St. Marien                                  | Nördlich der Straße gelegene Kirche, neugotische Saalkirche als verputzter Bruchsteinbau, polygonale Apsis, Maßwerkfenster, erbaut 1866 von Architekt H. Brömmelkamp. Der Westturm in Bruchsteinbauweise von F. Rahe, 1923. Im Inneren Flachdecke und zeitgenössische Ausstattung erhalten. | 34187404 | Weitere Bilder |
| Glandorf, Johannisstraße 8 52° 4′ 58″ N, 8° 0′ 2″ O                                       | Averfehrdener Kreuz                         | Unmittelbar an der Straße befindliches Kruzifix, schmal überdachtes Kreuz mit Korpus, aufgestellt ursprünglich um 1900. Damals noch mit einer Figurengruppe. Das Kruzifix wurde einige Meter versetzt. An seinem ursprünglichen Standort gab es zur Straße eine kleine Einfassung aus Sandsteinpfeilern. | 34188598 | BW             |
| Glandorf, Kolpingstraße 9 52° 4′ 50″ N, 8° 0′ 8″ O                                        | Ehemalige Knabenschule                      | Südlich des Ortskerns, unmittelbar an der Kolpingstraße gelegene Schule, langgestreckter, eingeschossiger verputzter Bruchsteinbau, Öffnungen mit Sandsteineinfassung, Krüppelwalmdach, errichtet ab 1835. | 34188615 | BW             |
| Glandorf, Krankenhausstraße 8 52° 5′ 5″ N, 8° 0′ 14″ O                                    | Krankenhaus                                 | Für das 1865 gegründete Krankenhaus 1909(i) errichtet, als wuchtiger, zweigeschossiger Ziegelbau auf hohem Sockel und unter abgewalmtem Mansarddach, beide Längsseiten mit Seiten- und Mittelrisaliten, der nordöstliche polygonal mit Kapelle im Obergeschoß, Wandgliederung durch Sandsteinelemente (Sockel, Eckquaderung, Fenstereinfassungen). | 34188633 | Weitere Bilder |
| Glandorf, Münsterstraße 8 52° 4′ 54″ N, 8° 0′ 1″ O                                        | Wohnhaus                                    | Stattliches, traufständiges, zweigeschossiges ehemaliges Wohn-/Wirtschaftsgebäude, verputzter Bruchsteinbau unter Krüppelwalmdach, errichtet um 1850. Öffnungen mit Sandsteineinfassung, im rechten Hausteil Querdielentor; der fünfachsige Wohnteil links davon unterkellert, der mittige Eingang mit Podest und Freitreppe. | 34188652 |                |
| Glandorf, Münsterstraße 15 52° 4′ 52″ N, 7° 59′ 55″ O                                     | Mehrfamilienhaus                            | Von der Münsterstraße leicht zurückgesetztes Mehrfamilienhaus als stattlicher, zweigeschossiger verputzter Bruchsteinbau unter Vollwalmdach, errichtet um 1860. Sockel, Eckquaderung und Einfassungen von Fenstern und Türen aus Sandstein. | 34188708 | BW             |
| Glandorf, Münsterstraße (bei Nr. 24) 52° 4′ 51″ N, 7° 59′ 52″ O                           | Denkmal für die Befreiungskriege            | Gestufter Sandsteinobelisk, von flügelschwingendem Adler bekrönt, errichtet 1913 (i) zur Erinnerung an die Befreiungskriege. | 34188730 | BW             |
| Glandorf, Osnabrücker Straße 2 52° 4′ 56″ N, 8° 0′ 8″ O                                   | Katholisches Pfarrhaus                      | Eingeschossiger verputzter Bruchsteinbau mit Satteldach von 1868 (i), Wände mit quaderimitierendem Verputz, Sockel, Eckquaderung und die Einfassungen der segmentbogigen Öffnungen aus Sandstein. Rückwärtige Traufseite mit jüngerem säulengestützten Altan, darüber Zwerchhaus. | 34188764 | BW             |
| Glandorf, Ringstraße 52° 5′ 0″ N, 8° 0′ 20″ O                                             | Bildstock                                   | Unmittelbar zwischen Ringstraße und Bach gelegener Bildstock aus Sandstein von um 1780, vorderseitig Relief der Kreuzigungsgruppe, rückseitig der Pieta. Seit 1983 auf neuem Sockel wieder aufgestellt. | 34188790 | BW             |
| Glandorf, Windmühlenstraße (nordwestlich von Nr. 20) 52° 5′ 5″ N, 7° 59′ 55″ O            | Windmühle                                   | Galerie-Holländermühle als viergeschossiger massiver, verputzter Bruchsteinbau auf kreisförmigem Grundriss, sich nach oben verjüngend, Galerie, Kappe mit Flügeln und zwei Steinmahlgänge und ein Sechskantsichter erhalten, errichtet 1840. Toreinfahrt, Abschluss des Turmes und Konsolen der Ringschwelle der Galerie mit Sandstein. | 34188825 | Weitere Bilder |
| Averfehrden, Kattenvenner Straße 52° 5′ 30″ N, 7° 58′ 9″ O                                | Wegekreuz Högemann                          | Steinerner Kruzifixus auf Postament, ursprünglich mit Inschrift und rückseitiger Datierung 1857. 1920 wohl von Carl Korben aus Münster aus Oberkirchener Sandstein ein neues Kreuz mit Korpus auf altem Sockel gefertigt. | 34188863 | BW             |
| Averfehrden, Freienhagener Straße 10 52° 4′ 56″ N, 7° 58′ 26″ O                           | Speicher                                    | Zweistöckiger Speicher, als stattlicher Wandständerbau, Satteldach, erbaut Mitte des 19. Jahrhunderts. Das Gebäude ist teilweise unterkellert. | 34188899 | BW             |
| Averfehrden, Freienhagener Straße 10 52° 4′ 53″ N, 7° 58′ 28″ O                           | Hof Pille                                   | Kleiner, spitzbogig geöffneter Ziegelbau, Innenraum aus Piepstein, darin über altarähnlichem Aufbau Relief der Kreuzigungsszene, geweiht wohl um 1939. Farbiges Relief mit Kreuzigungsszene und Führern der Juden und Soldaten, einer für eine Wege- bzw. Hofkapelle ungewöhnlichen Darstellung. | 34188918 | BW             |
| Averfehrden, Freienhagener Straße 8 52° 5′ 7″ N, 7° 58′ 37″ O                             | Hof Högemann                                | Zweigliedriger Gebäudekomplex; der Wirtschaftsteil von 1880 (i) in der Art eines hallenhausähnlichen Vierständerbaus, Innengerüst erhalten, Außenwände in Ziegelbauweise mit Lisenen- und Gesimsgliederung, Dielentor mit Sandsteinrahmung; der Wohnteil (mit etwas schmälerem Verbindungstrakt) als quergestellter, überaus stattlicher, zweigeschossiger neunachsiger Ziegelbau unter Vollwalmdach, die Hauptfront mit dreiachsigem Mittelrisalit, darüber geschweifter Zwerchgiebel, gequaderte Gebäudeecken, Geschoß- und Traufgesims, Zwerchgiebelgliederung (mit Figurennische) sowie die rechteckigen Fenstereinfassungen aus Sandstein. | 34188937 | BW             |
| Averfehrden, Freienhagener Straße 8 52° 5′ 5″ N, 7° 58′ 35″ O                             | Hof Högemann, Speicher                      | Auf fast vollständig umgräfteter Insel stehender Speicher, zweigeschossiger, lehmverputzter Fachwerkbau mit großen alten Fenstern und Speicherluken, das Dach allseitig über Kopfbänder vorkragend, die Giebeldreiecke vertikal verbrettert, errichtet wohl im 16./17. Jahrhundert, das verputzte Bruchsteinuntergeschoß vielleicht älter. | 34188957 | BW             |
| Averfehrden, Hemelinger Weg 4 52° 5′ 36″ N, 7° 58′ 58″ O                                  | Bildstock                                   | An der Hofgrenze gelegener, sandsteinerner Bildstock auf Postament mit Erbauerinschrift und Datierung 1754. Vorderseite mit Relief der Dornenkrönung, Rückseite mit Relief der Geißelung. | 34188977 | BW             |
| Averfehrden, Vinnen-Kiärkhoff 9 52° 5′ 13″ N, 7° 58′ 2″ O                                 | Wegekreuz                                   | Unmittelbar an der Straße gelegenes Wegekreuz, steinerner Kruzifixus auf Postament mit Inschrift und Datierung, im Auftrag von Familie Baumann erstmals 1859 aufgestellt, 1938 erneuert. | 34188995 | BW             |
| Averfehrden, Hemelinger Weg 12 52° 6′ 19″ N, 7° 58′ 33″ O                                 | Hof Haselmann, Wohn-/Wirtschaftsgebäude     | Wohn-/Wirtschaftsgebäude als Hallenhaus, Vierständerbau, Kammerfach mit Aufsprung, Außenwände in zeittypischem Rasterfachwerk, Satteldach, errichtet 1862 (i). Innengerüst überwiegend erhalten. | 34189038 | BW             |
| Averfehrden, Hemelinger Weg 12 a 52° 6′ 16″ N, 7° 58′ 33″ O                               | Heuerhaus                                   | Südlich der Hofanlage gelegenes Heuerhaus, Hallenhaus, Zweiständerbau mit Fachwerkaußenwänden, Satteldach, errichtet 1796 (i). Innengerüst überwiegend erhalten. | 34189057 | BW             |
| Averfehrden, Hemelinger Weg 6 52° 5′ 56″ N, 7° 58′ 45″ O                                  | Heuerhaus                                   | Wohn-/Wirtschaftsgebäude als Heuerhaus, Hallenhaus, Zweiständerbau mit Fachwerkaußenwänden, Kammerfach rechts mit Upkammer über halb eingetieftem Keller mit Bruchsteinwänden, Satteldach, errichtet im beginnenden 19. Jahrhundert. | 34189075 | BW             |
| Averfehrden, Freienhagener Straße 18 52° 4′ 52″ N, 7° 58′ 6″ O                            | Wohn-/Wirtschaftsgebäude                    | Wohn-/Wirtschaftsgebäude als Haupthaus, Hallenhaus, Dreiständerbau (Kübbung nur im Dielenteil), Außenwände in Fachwerk, Giebel mit flacher Knaggenvorkragung, Satteldach, errichtet 1756 (i). | 34189093 | BW             |
| Averfehrden, Freienhagener Straße 18 52° 4′ 51″ N, 7° 58′ 7″ O                            | Hofkapelle (Bauwerk)                        | Östlich der Hofzufahrt zwischen zwei Linden gelegener kleiner, rundbogig geschlossener Backsteinbau, darin Kruzifixus mit zwei Assistenzfiguren, errichtet um 1900. | 34189111 | BW             |
| Averfehrden, Freienhagener Straße 20 52° 4′ 57″ N, 7° 57′ 25″ O                           | Hofkapelle (Bauwerk)                        | Kleiner, grottenartig verputzter Bau aus regionalem Laerer Piepstein, darin segnende Herz-Jesu-Figur, erstellt 1927 vom Künstler Thies. | 34189129 | BW             |
| Averfehrden, Irseldamm 3 52° 5′ 39″ N, 7° 57′ 22″ O                                       | Wohn-/Wirtschaftsgebäude                    | Wohn-/Wirtschaftsgebäude als Hallenhaus, Zweiständerbau mit Aufsprung, Satteldach, Kerngerüst von 1751 (i) überwiegend erhalten. Umbau (vor allem der Giebelseiten) von 1883 (i). | 34189166 | BW             |
| Averfehrden, Kleinen-Venne-Straße o.Nr.Nähe Nr. 3 52° 5′ 49″ N, 7° 58′ 17″ O              | Wegekapelle                                 | Kleine Wegekapelle als spitzbogiger Ziegelbau, darin Mutter-Gottes-Figur, errichtet um 1920. | 34189185 | BW             |
| Schwege, Waselstraße 3 52° 3′ 4″ N, 7° 57′ 11″ O                                          | Hof Odingborg, Heuerhaus                    | Traufständig zur Straße gelegenes Heuerhaus, Hallenhaus als Vierständerbau mit aufgerähmten Balken, gleichmäßiges Rasterfachwerk, Giebel ohne Vorkragung, Satteldach, errichtet um 1860. | 34187478 | BW             |
| Glandorf, Münsterstraße 20 52° 4′ 52″ N, 7° 59′ 55″ O                                     | Wohnhaus                                    | Harmonisch proportionierter eingeschossiger, siebenachsiger, verputzter Massivbau, Satteldach, in städtebaulich markanter Lage erbaut um 1870. Zwerchhaus von um 1930/35. | 35843785 |                |
| Glandorf, An der Kirche 10 52° 4′ 50″ N, 8° 0′ 15″ O                                      | Kruzifix                                    | Unmittelbar an einem Gebäude gelegenes hölzernes Kruzifix, geschnitzt 1846 von Josef Greive. | 35843885 | BW             |
| Averfehrden, Hemelinger Weg o.Nr. 52° 5′ 53″ N, 7° 58′ 44″ O                              | Wegekreuz (Wegkreuz)                        | In ehemals umzäunter Anlage gelegener, steinerner Kruzifix auf Postament, mit Inschrift "Nicht betet Holz und/ Steine an/ Wer hier Erinnerungs-/ bilder liebt;/ Denn solche Ehre/ schenkt man/ Nur Gott, der gütig/ alles gibt/ Zum Kreuzestod die/ Liebe übt.", errichtet 1937 (i), vermutlich um 1990 bei Straßenbauarbeiten von Hemelinger Weg / Kattenvenner Straße hierher versetzt und dabei Korpus erneuert. | 35845592 | BW             |

## Katholische Kirche St. Johannes der Täufer
Reste der ehemalige Kirchenburg, heute katholische Kirche, mit Kirche und Friedhof mit historischen Grabmalen und Einfriedung.
| Lage                                             | Bezeichnung                                | Beschreibung | ID       | Bild           |
| ------------------------------------------------ | ------------------------------------------ | --- | -------- | -------------- |
| Glandorf, An der Kirche 52° 4′ 54″ N, 8° 0′ 8″ O | Katholische Kirche St. Johannes der Täufer | Am Thie-Platz gelegene, katholische Kirche, zweischiffige Halle von um 1500, mit Resten eines romanischen Vorgängerbaus im Westturm, welcher 1646 und 1937 erhöht wurde; 1636 nach Brand wiederhergestellt, 1817 nach Süden erweitert und zu Saalkirche im klassizistischen Stil umgebaut. Ausstattung dieser Zeit erhalten, darunter die Orgel von 1827 von J. Kersting (Münster). Einige ältere Einzelstück, darunter Vortragekreuz aus dem 14. Jahrhundert und liturgisches Gerät aus dem 17. Jahrhundert. | 34188257 | Weitere Bilder |
| Glandorf, An der Kirche 52° 4′ 54″ N, 8° 0′ 7″ O | Kirchhof                                   | Ehemaliger Friedhof mit hohem Baumbestand, vereinzelte alte Grabdenkmäler, am Ostrand großer Kruzifixus an steinernem Kreuz auf Postament, dieses wie die Kirchhofeinfriedung aus Sandsteinpfeilern mit dazwischen gehängten Eisenketten von 1928. | 34187346 | Weitere Bilder |

## Posthalterei
Die ehemalige Posthalterei als stattliche Anlage aus der zweiten Hälfte des 18. Jahrhunderts, mit traufständigem Wohnhaus an der Straße und firstparallelem Wirtschaftsgebäude auf der östlichen Seite des rückwärtigen Hofes hinter der Zufahrt.
| Lage                                                     | Bezeichnung        | Beschreibung | ID       | Bild           |
| -------------------------------------------------------- | ------------------ | --- | -------- | -------------- |
| Glandorf, Münsterstraße 10/12 52° 4′ 54″ N, 7° 59′ 59″ O | Wohnhaus           | Unmittelbar an der Straße gelegenes Wohnhaus als langgestreckter, eingeschossiger verputzter Bruchsteinbau von 1766 (i), auf halb eingetieftem Kellergeschoß und mit Krüppelwalmdach, vorgelegte, zweiarmige Freitreppe mit integriertem Kellerzugang. Sockelgesims, Eckquaderung, Fenster- und Türrahmen aus Sandstein, die Türrahmungen aufwendig profiliert und skulptiert. Nach einem Brand Ende des 19. Jahrhunderts nur eingeschossig wiederaufgebaut. | 34188670 | Weitere Bilder |
| Glandorf, Münsterstraße 10 52° 4′ 54″ N, 8° 0′ 0″ O      | Wirtschaftsgebäude | Rückwärtig gelegenes Wirtschaftsgebäude, wohl ein ehemaliger Speicher, als zweigeschossiger verputzter Bruchsteinbau mit Satteldach, wohl aus der zweiten Hälfte des 18. Jahrhunderts. Öffnungen mit Sandsteineinfassung, Ober- und Dachgeschoß mit Speichernutzung, am Westgiebel Aufzugsluken und Kranbalken erhalten. | 34188689 |                |

## Hofanlage Laersche Straße 28
Westlich von Glandorf gelegene Hofanlage, mit Wohn-/Wirtschaftsgebäude, Speicher und Hofkapelle im Süden. Gebäude errichtet ab Mitte des 19. Jahrhunderts, die Hofstelle als Vollerbenhof aber älter.
| Lage                                                   | Bezeichnung              | Beschreibung | ID       | Bild           |
| ------------------------------------------------------ | ------------------------ | --- | -------- | -------------- |
| Glandorf, Laersche Straße 28 52° 4′ 54″ N, 8° 0′ 53″ O | Hofkapelle               | Am Zufahrtsweg zur Hofanlage gelegene kleine Kapelle, relativ aufwendiger neugotischer Ziegelbau mit Sandsteinzierelementen, errichtet Ende 19. Jahrhunderts. | 34188432 | Weitere Bilder |
| Glandorf, Laersche Straße 28 52° 4′ 58″ N, 8° 0′ 53″ O | Wohn-/Wirtschaftsgebäude | Stattliches Hallenhaus von ca. 1880, Wirtschaftsteil als Vierständerbau mit verputzten massiven Außenwänden, Öffnungen mit Sandsteineinfassungen, quergestellter zweigeschossiger, fünfachsiger Wohnteil in Ziegelbauweise mit aufwendiger Architekturgliederung mittels Lisenen und Gesimsen, mittigem, übergiebelten Risalit mit Spitzbogenblende, Freitreppe und Balkon. | 34188451 | Weitere Bilder |
| Glandorf, Laersche Straße 28 52° 4′ 58″ N, 8° 0′ 54″ O | Speicher                 | Zweigeschossiger Speicher als verputzter Massivbau, Öffnungen mit Sandsteineinfassung, Satteldach, errichtet Mitte des 19. Jahrhunderts. | 34188469 | BW             |
| Glandorf, Laersche Straße 28 52° 4′ 57″ N, 8° 0′ 52″ O | Scheune                  | Unmittelbar am Wirtschaftshof gelegene Scheune, langgestreckter Fachwerkbau mit verputzten Gefachen, Querdurchfahrt, Satteldach, errichtet wohl Ende des 19. Jahrhunderts. | 52235162 | Weitere Bilder |

## Gut Oedingberge
Ehemaliger bischöflich-münsterscher Schultenhof, seit 1817 Allod, seit 1884/85 landtagsfähiges Rittergut. Vielgebäudige, einheitlich in Fachwerkbauweise errichtete Einzelhofanlage beiderseits des Oedingberger Baches, nördlich des Baches das Herrenhaus mit jüngerem Stall und Wirtschaftsgebäude, südlich der ältere Wirtschaftshof mit Mühle, Scheune und ehemals zwei Heuerhäusern.
| Lage                                                                                         | Bezeichnung | Beschreibung | ID       | Bild |
| -------------------------------------------------------------------------------------------- | ----------- | --- | -------- | ---- |
| Schwege, Oedingberge 1 52° 3′ 25″ N, 7° 56′ 23″ O                                            | Gutshaus    | Zweiflügeliger Gebäudekomplex aus einem Vierständer-Hallenhaus (eingehälste Bundbalken, Wirtschaftsgiebel mit Halbwalm, kleiner Dachreiter) und einem nach rechts (= Südosten) angebauten stattlichen Wohnflügel (zweistöckiger Fachwerkbau unter Vollwalmdach, Doppelstiele, starke Durchfensterung), erbaut wohl um 1760/70, nach hinten (= Nordosten) durch einen weiteren, schmalen Flügelanbau erweitert. Im hinteren Bereich des Wohntraktes eine Kapelle eingerichtet. | 34187422 | BW   |
| Schwege, Oedingberge (auf dem Flurstück von Nr. 1 und 1A gelegen) 52° 3′ 37″ N, 7° 56′ 24″ O | Wegekapelle | Zum Gut Oedinghauses gehörende Kapelle, kleiner Putzbau unter Satteldach, rundbogig geöffnetes Vordach auf Säulen, erbaut Anfang des 20. Jahrhunderts. | 34187441 | BW   |
| Schwege, Oedingberge 2 52° 3′ 22″ N, 7° 56′ 23″ O                                            | Heuerhaus   | Südlich des Baches gelegenes Heuerhaus, Hallenhaus als Vierständerbau mit aufgerähmten Bundbalken, Satteldach, errichtet um die Mitte des 19. Jahrhunderts. | 34189223 | BW   |
| Schwege, Oedingberge (auf dem Flurstück von Nr. 2 gelegen) 52° 3′ 23″ N, 7° 56′ 22″ O        | Wassermühle | Ehemalige Wassermühle, als relativ hoher Wandständerbau unter Vollwalmdach, auf der Nordostseite kleiner, außermittiger Dacherker mit Aufzugsluke, erbaut 1797. Im Inneren Reste der Mühlentechnik erhalten. | 34189246 | BW   |
| Schwege, Oedingberge 1 A 52° 3′ 25″ N, 7° 56′ 21″ O                                          | Speicher    | Langgestreckter Speicher, Wandständerbau mit Speicherkniestock, Halbwalmdach, erbaut in der Mitte des 19. Jahrhunderts. | 35794336 | BW   |
| Schwege, Oedingberge (auf dem Flurstück von Nr. 3 gelegen) 52° 3′ 22″ N, 7° 56′ 23″ O        | Scheune     | Im südlichen Bereich der Gutsanlage gelegene Scheune, Wandständerbau mit eingehälsten Bundbalken, vertikal verbretterte Steilgiebel, Querdurchfahrt, erbaut in der zweiten Hälfte des 18. Jahrhunderts. | 34189267 | BW   |
| Schwege, Oedingberge (auf dem Flurstück von Nr. 1 und 1A gelegen) 52° 3′ 26″ N, 7° 56′ 23″ O | Stall       | Zwischen Speicher und Haupthaus gelegener Stall, Wandständerbau unter Halbwalmdach, erbaut in der zweiten Hälfte des 19. Jahrhunderts. | 35794369 | BW   |
| Schwege, Oedingberge 52° 3′ 26″ N, 7° 56′ 22″ O                                              | Schuppen    | Westlich von Hauptgebäude, Stall und Speicher gelegener Schuppen als langgestreckter Bau, Fachwerk mit verputzten Gefachen, Quereinfahrten, Satteldach, errichtet im 19. Jahrhundert. Das Objekt wird wohl auch als Scheune genutzt. | 52349804 | BW   |

## Häusergruppe Johannisstraße 2–5
Entlang des Straßenverlaufes gelegene Bebauung aus zwei Wohnhäusern und einem Wirtschaftsgebäude, vorwiegend Massivbauten, Satteldächer, alle errichtet um 1800.
| Lage                                                | Bezeichnung        | Beschreibung | ID       | Bild |
| --------------------------------------------------- | ------------------ | --- | -------- | ---- |
| Glandorf, Johannisstraße 2 52° 4′ 56″ N, 8° 0′ 4″ O | Wohnhaus           | Zweigliedriger Baukörper, im Süden zweigeschossiger Fachwerkbau mit Giebelvorkragung, Satteldach, ursprünglich errichtet wohl noch im 18. Jahrhundert, verputzt und mit Schaufenstereinbau des beginnenden 20. Jahrhunderts. Im Norden schmaler, eingeschossiger Anbau von um 1870, verputzter Massivbau, Öffnungen mit Sandsteineinfassung, Satteldach. | 34188542 | BW   |
| Glandorf, Johannisstraße 4 52° 4′ 58″ N, 8° 0′ 3″ O | Wohnhaus           | Schmaler, eingeschossiger Bau, im Süden der ältere Teil als verputzter Bruchsteinbau von um 1800. Giebelzone mit Halbkeller, Öffnungen mit Sandsteineinfassung, Satteldach. Nach Norden in Ziegelbauweise verlängert. | 34188561 | BW   |
| Glandorf, Johannisstraße 5 52° 4′ 57″ N, 8° 0′ 3″ O | Wirtschaftsgebäude | Dem Straßenverlauf mit stumpfwinkligem Grundriss folgender verputzter Bruchsteinbau von 1813 (i), Stalltüren, -fenster und rundbogiges Querdielentor mit Sandsteineinfassung. | 34188579 | BW   |